# 살레르노 대학교
살레르노 대학교(이탈리아어: Università degli Studi di Salerno, UNISA)는 이탈리아 살레르노에 위치한 대학교이다. 10개의 학부로 구성되어 있으며, 주 캠퍼스는 피시아노, 다른 학부 건물들은 바로니시에 있다.

## 갤러리

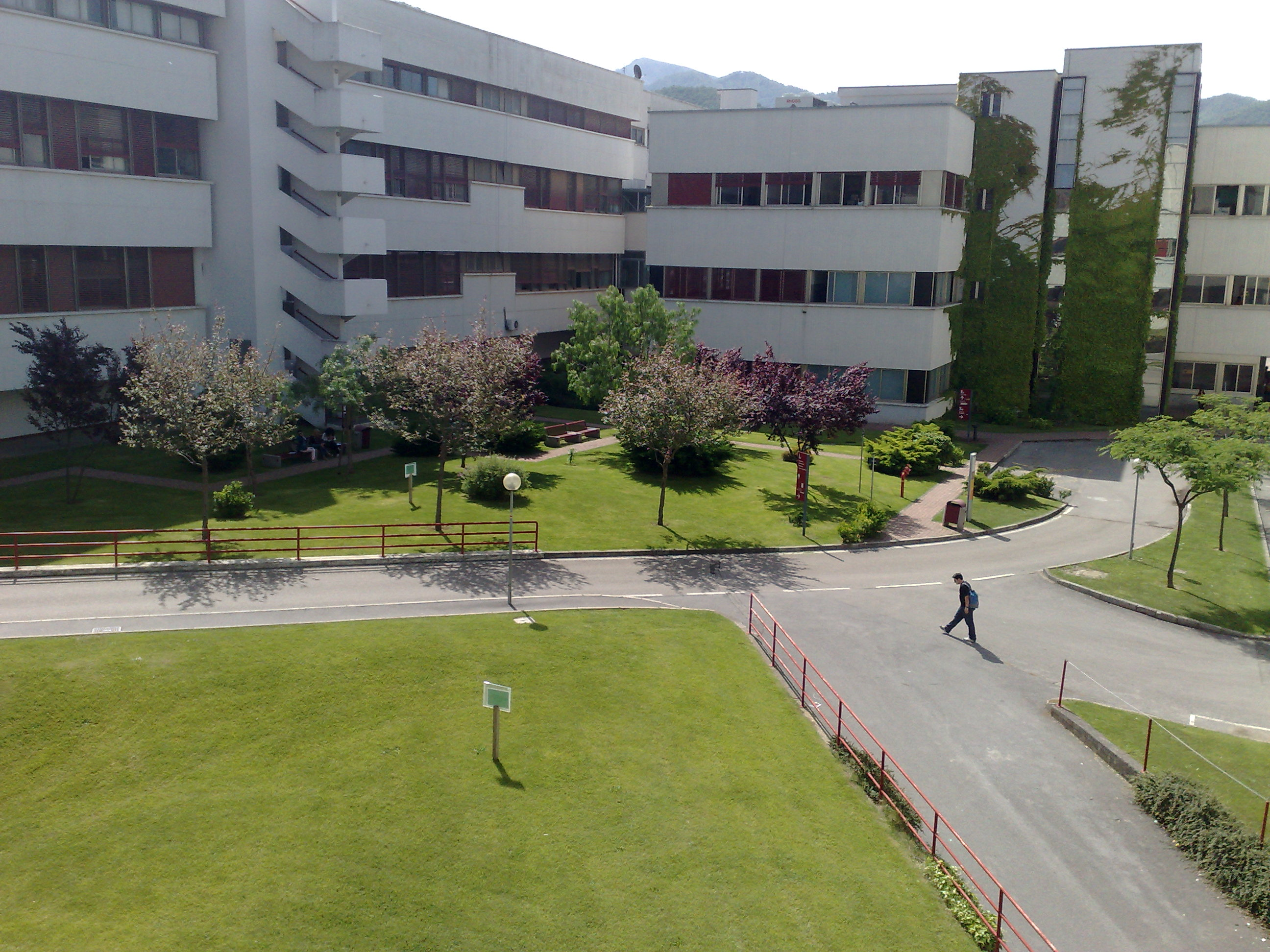
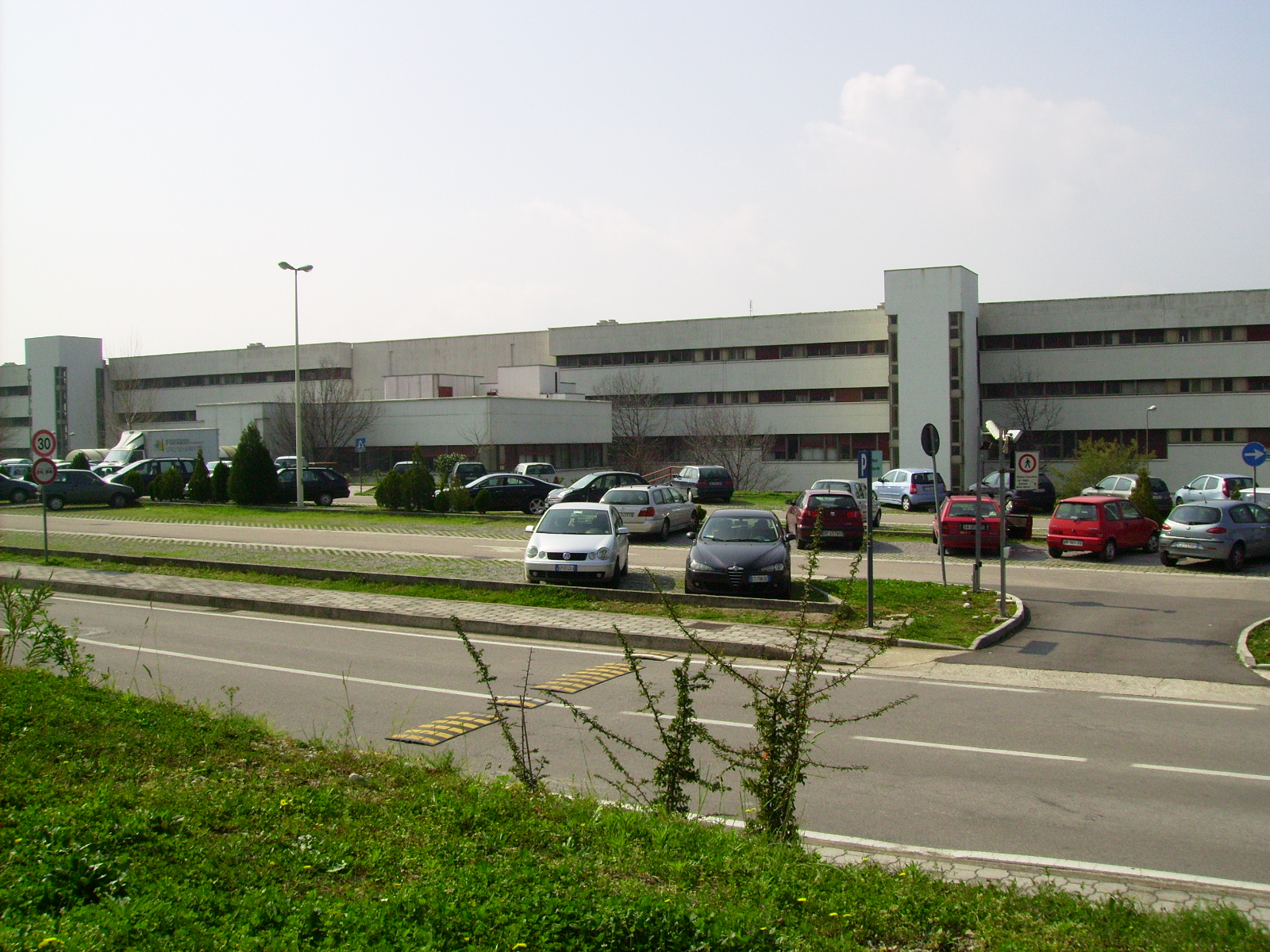

## 구성
- 미술, 철학 학부
- 경제 학부
- 교육 학부
- 공학 학부
- 외국어, 문학 학부
- 법 학부
- 의예 학부
- 수학, 물리학 그리고 자연과학 학부
- 약제 학부
- 사회과학 학부

## 같이 보기
- 살레르노